# Эльмпты
Эльмпт (von Elmpt) — вестфальский дворянский род, известный по документам с 1203 года. К XVII веку распался на две ветви, владевшие в окрестностях Дюрена замками Бургау и Дрове, соответственно.

## Происхождение и история рода
Генерал Иоганн Генрих фон Эльмпт до 1657 года был наместником Дюрена. Из числа его потомков Франц-Филипп — фельдмаршал-лейтенант австрийской службы, комендант Праги, а Иоганн Мартин (Иван Карпович) (1725—1802) — генерал-фельдмаршал русской службы. Последний был в 1790 году возведён в графское достоинство Священной Римской империи. При третьем разделе Польши получил в наследственное владение имение Швиттен (Schwitten) в Курляндии. Сын его генерал-лейтенант Филипп Иванович (1763—1818), последний в роду, оставил лишь двух дочерей.
В 1853 году Высочайше повелено его зятю генерал-лейтенанту Иосифу Романовичу Анрепу присоединить к своему гербу и фамилии герб, фамилию и титул предков жены его и именоваться потомственно графом Анреп-Эльмпт. Об этом роде см. статью Анрепы.